# Хорасан (Эрзурум)
Хорасан (тур. Horasan) — город и район в провинции Эрзурум (Турция).